# Crisis origenistas

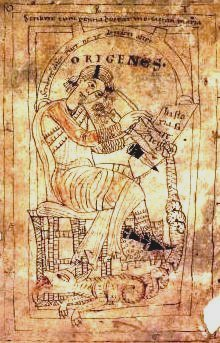
Representación de Orígenes escribiendo de un manuscrito de In numeros homilia XXVII (c. 1160).

Las crisis origenistas o controversias origenistas son dos controversias teológicas importantes en el cristianismo primitivo que involucran las enseñanzas de los seguidores del teólogo alejandrino del siglo III Orígenes (c. 184–c. 253). La primera crisis origenista comenzó a fines del siglo IV en Palestina y luego se extendió a Egipto. Se trató de las ideas discutidas en algunos de los escritos de Orígenes, que algunos miembros de la jerarquía eclesiástica consideraron heréticos. Las objeciones contra los escritos de Orígenes y las demandas de su condena fueron planeadas primero por Epifanio de Salamina, y luego fueron tomadas por Jerónimo de Estridón y Teófilo de Alejandría, quienes inicialmente apoyaron las enseñanzas de Orígenes. Los defensores de Orígenes incluyeron a Rufino de Aquilea y Juan II, obispo de Jerusalén.
Durante la crisis, Teófilo emitió una condena contra la concepción incorpórea y no antropomórfica de Dios, un punto de vista que el mismo Teófilo había apoyado anteriormente. La crisis concluyó con Juan Crisóstomo, patriarca de Constantinopla, destituido de su cargo en el Sínodo de la Encina en 403 por albergar a monjes origenistas que habían sido desterrados de Alejandría.
La segunda crisis origenista se produjo en el siglo VI, durante el reinado de Justiniano I. Está menos documentada que la primera crisis y se trató más de las ideas de grupos que habían sido influenciados por Orígenes que por los escritos reales de Orígenes. Concluyó con el Segundo Concilio de Constantinopla en 553, posiblemente emitiendo un anatema contra Orígenes, aunque los estudiosos discuten si el anatema que condena a Orígenes fue emitido por el concilio o si fue agregado más tarde.

## Primera crisis origenista

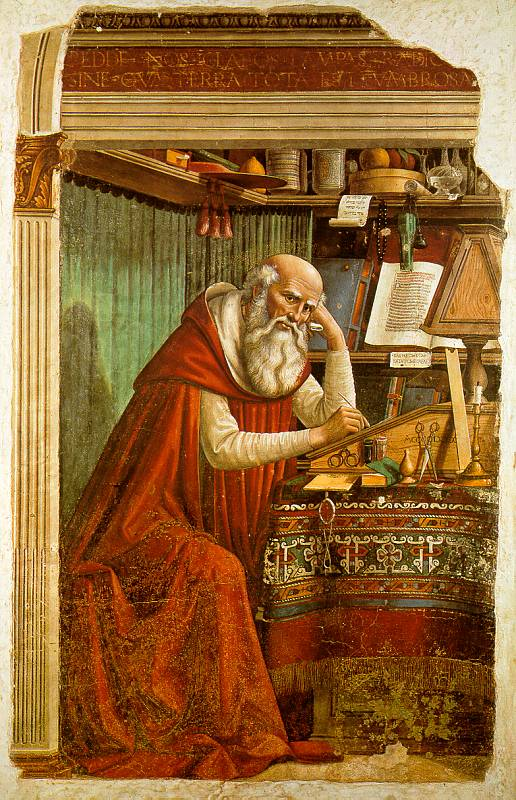
San Jerónimo en su estudio, de Domenico Ghirlandaio (1480). Aunque inicialmente fue un estudiante de las enseñanzas de Orígenes, Jerónimo se volvió contra él durante la primera crisis origenista. No obstante, siguió influido por las enseñanzas de Orígenes durante toda su vida.

### Fase palestina
La primera crisis origenista comenzó a fines del siglo IV, coincidiendo con el comienzo del monacato en Palestina. La primera agitación de la controversia vino del obispo chipriota Epifanio de Salamina, quien estaba decidido a erradicar todas las herejías y refutarlas. Epifanio atacó a Orígenes en sus tratados antiheréticos Ancoratus (375) y Panarion (376), compilando una lista de enseñanzas que Orígenes había defendido que Epifanio consideraba heréticas. Los tratados de Epifanio retratan a Orígenes como un cristiano originalmente ortodoxo que había sido corrompido y convertido en hereje por los males de la «educación griega». Epifanio se opuso particularmente al subordinacionismo de Orígenes, su uso «excesivo» de hermenéutica alegórica y su hábito de proponer ideas sobre la Biblia «especulativamente, como ejercicios» en lugar de «dogmáticamente».
Epifanio le pidió a Juan, obispo de Jerusalén, que condenara a Orígenes como hereje. Juan se negó con el argumento de que una persona no podía ser condenada retroactivamente como hereje después de que la persona hubiera muerto. En 393, un monje llamado Atarbio presentó una petición para que se censurara a Orígenes y sus escritos. Rufino de Aquilea, un sacerdote del monasterio en el monte de los Olivos que había sido ordenado por Juan de Jerusalén y había sido admirador de Orígenes desde hace mucho tiempo, rechazó la petición directamente. Sin embargo, el amigo cercano y compañero de Rufino, Jerónimo de Estridón (quien también había estudiado a Orígenes) estuvo de acuerdo con la petición. Casi al mismo tiempo, Juan Casiano, un monje semipelagiano, introdujo las enseñanzas de Orígenes en Occidente.
En 394, Epifanio le escribió a Juan de Jerusalén, pidiéndole nuevamente que condenara a Orígenes, insistiendo en que los escritos de Orígenes denigraron la reproducción sexual humana y acusándolo de haber sido un encratita. Juan nuevamente rechazó esa solicitud. Para el año 395, Jerónimo se había aliado con los anti-origenistas y le rogó a Juan de Jerusalén que condenara a Orígenes, una súplica que Juan rechazó una vez más. Epifanio lanzó una campaña contra Juan, predicando abiertamente que Juan era un desviado origenista. Con éxito persuadió a Jerónimo para que rompiera la comunión con Juan y ordenó como sacerdote al hermano de Jerónimo, Pauliniano, desafiando la autoridad de Juan.
Mientras tanto, en 397, Rufino publicó una traducción al latín de Sobre los primeros principios, de Orígenes. Rufino estaba convencido de que el tratado original de Orígenes había sido interpolado por herejes y que estas interpolaciones eran la fuente de las enseñanzas heterodoxas encontradas en él. Por lo tanto, modificó en gran medida el texto de Orígenes, omitiendo y alterando cualquier parte que no estuviera de acuerdo con la ortodoxia cristiana contemporánea. En la introducción a esta traducción, Rufino mencionó que Jerónimo había estudiado con el discípulo de Orígenes, Dídimo el Ciego, lo que implicaba que Jerónimo era un seguidor de Orígenes. Jerónimo estaba tan indignado por esto que decidió producir su propia traducción al latín de Sobre los primeros principios, en la que prometió traducir cada palabra exactamente como estaba escrita y dejar al descubierto las herejías de Orígenes en todo el mundo. La traducción de Jerónimo se ha perdido en su totalidad.

### Fase egipcia
En 399, la crisis origenista llegó a Egipto. Teófilo de Alejandría, patriarca de Alejandría, simpatizaba con los partidarios de Orígenes y el historiador de la iglesia Sozomeno registra que había predicado abiertamente la enseñanza origenista de que Dios era incorpóreo. En su Carta festiva de 399, denunció a los que creían que Dios tenía un cuerpo literal, humano, llamándolos iletrados «simples». Una gran multitud de monjes alejandrinos que consideraban a Dios como antropomórfico se amotinó en las calles. Según el historiador de la iglesia Sócrates de Constantinopla, para evitar disturbios, Teófilo dio un vuelco repentino y comenzó a denunciar a Orígenes. En el año 400, Teófilo convocó a un concilio en Alejandría, que condenó a Orígenes y a todos sus seguidores como herejes por haber enseñado que Dios era incorpóreo, lo que decretaron contradecía la única posición verdadera y ortodoxa, que era que Dios tenía un cuerpo físico literal que se asemeja al de un humano.
Teófilo etiquetó a Orígenes como la «hidra de todas las herejías» y persuadió al obispo de Roma Anastasio I a firmar la carta del concilio, que denunciaba principalmente las enseñanzas de los monjes nitrios asociados con Evagrio Póntico. En 402, Teófilo expulsó a los monjes origenistas de los monasterios egipcios y desterró a los cuatro monjes conocidos como los «hermanos largos», que eran líderes de la comunidad nitriana. Juan Crisóstomo, patriarca de Constantinopla, otorgó asilo a los hermanos largos, un hecho que Teófilo usó para orquestar la condena y remoción de Juan de su puesto en el Sínodo de la Encina, en julio de 403. Una vez que Juan Crisóstomo había sido depuesto, Teófilo restableció las relaciones normales con los monjes origenistas en Egipto y la primera crisis origenista llegó a su fin.

## Segunda crisis origenista

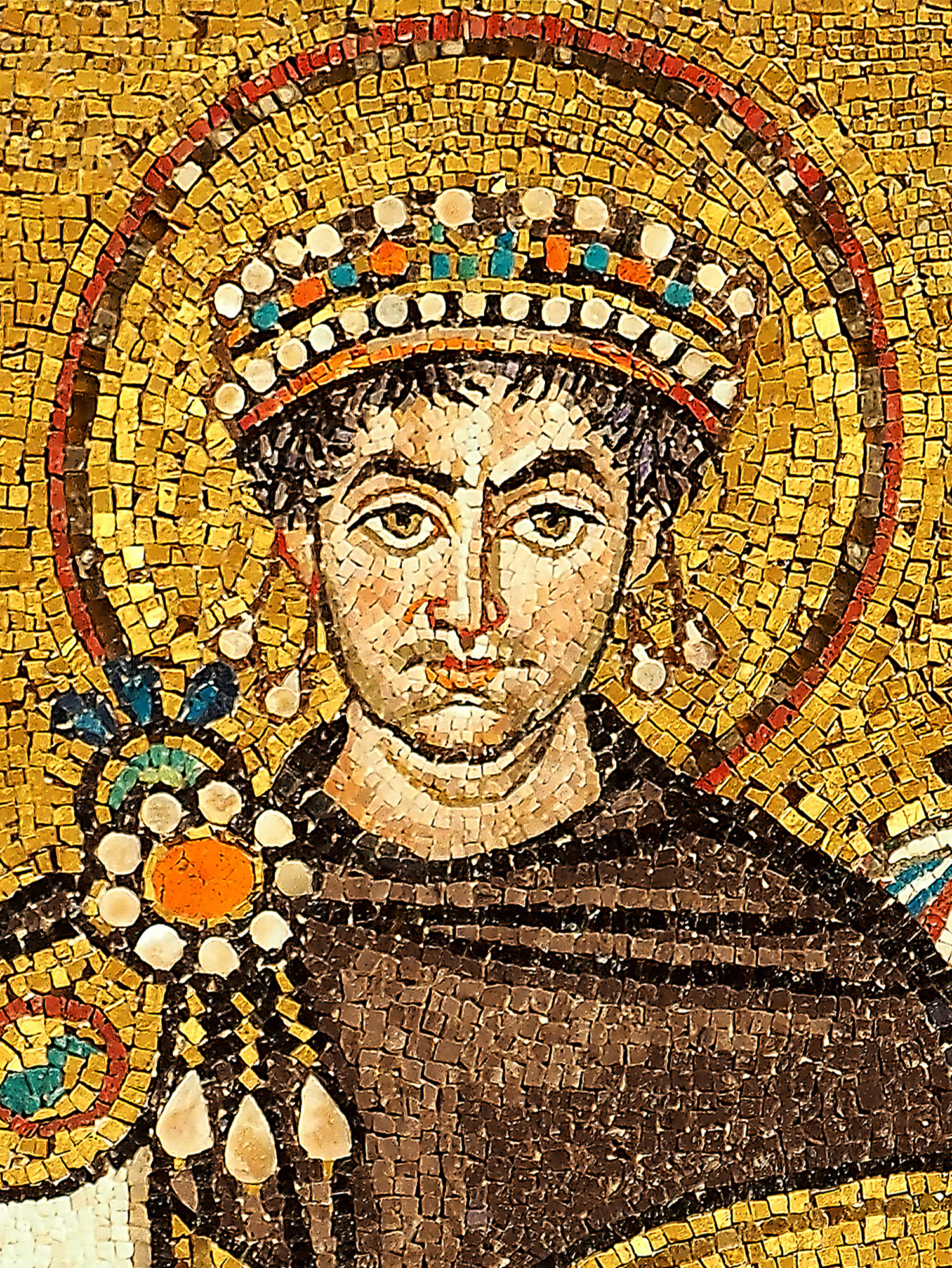
El emperador Justiniano I, mostrado aquí en un mosaico contemporáneo en Rávena, denunció a Orígenes como un hereje y ordenó que todos sus escritos fueran quemados.

### Inicio de la crisis
La segunda crisis origenista ocurrió en el siglo VI, durante el apogeo del monaquismo bizantino. Aunque no está tan bien documentada como la primera, parece que se refería principalmente a las enseñanzas de los seguidores posteriores de Orígenes, más que a nada de lo que Orígenes había escrito realmente. Evagrio Póntico, discípulo de Orígenes, había abogado por la oración contemplativa, noética, pero otras comunidades monásticas priorizaron el ascetismo en la oración, enfatizando el ayuno, el trabajo y las vigilias. Algunos monjes origenistas en Palestina, referidos por sus enemigos como «Isochristoi» (que significa «aquellos que asumirían la igualdad con Cristo»), enfatizaron la enseñanza de Orígenes sobre la preexistencia de almas y sostuvieron que todas las almas eran originalmente iguales a la de Cristo y volverían a ser iguales al final de los tiempos. Otra facción de origenistas en la misma región insistió en que Cristo era el «líder de muchos hermanos», como el primer ser creado. Esta facción era más moderada y sus oponentes se referían a ellos como «Protoktistoi» («primeros creados»). Ambas facciones acusaron a la otra de herejía y otros cristianos acusaron a ambas de herejía.
Los «Protoktistoi» hicieron un llamamiento al emperador Justiniano I para que condenara a los «Isochristoi» como herejes a través de Pelagio, el apocrisiario papal. En el año 543, Pelagio presentó documentos a Justiniano, incluida una carta de denuncia de Orígenes escrita por el patriarca Menas de Constantinopla, junto con extractos de Orígenes de Sobre los primeros principios y varios anatemas contra Orígenes. Un sínodo local convocado para abordar el problema llegó a la conclusión de que las enseñanzas de los «Isochristoi» eran heréticas y, al acusar a Orígenes como el último culpable de la herejía, denunció al mismo Orígenes como un hereje también. El emperador Justiniano ordenó que se quemaran todos los escritos de Orígenes. En Occidente, el Decretum Gelasianum, escrito en algún momento entre 519 y 553, enumeró a Orígenes como un autor cuyos escritos debían ser prohibidos categóricamente.

### Segundo Concilio de Constantinopla
En 553, durante los primeros días del Segundo Concilio de Constantinopla (el quinto concilio ecuménico), cuando el obispo de Roma Vigilio todavía se negaba a participar en él (a pesar de que Justiniano lo tenía como rehén), los obispos en el concilio ratificaron una carta abierta que condenaba a Orígenes como líder de los «Isochristoi». La carta no formaba parte de los actos oficiales del concilio y repetía más o menos el edicto emitido por el Sínodo de Constantinopla en 543. Cita obras objetables atribuidas a Orígenes, pero todos los textos mencionados en realidad habían sido escritos por Evagrio Póntico. Después de que el concilio se abrió oficialmente, incluso mientras Vigilio todavía se negaba a participar, Justiniano presentó a los obispos el problema de un texto conocido como Los Tres Capítulos, que atacaba la cristología antioquena.
Los obispos elaboraron una lista de anatemas contra las enseñanzas heréticas contenidas en Los Tres Capítulos y los asociados con ellos. En el texto oficial del undécimo anatema, Orígenes es condenado como un hereje cristológico, pero el nombre de Orígenes no aparece en absoluto en la Homonoia, el primer borrador de los anatemas emitidos por la cancillería imperial, ni aparece en la versión de los procedimientos conciliares que finalmente firmó Vigilio, mucho tiempo después. Estas discrepancias pueden indicar que el nombre de Orígenes pudo haber sido insertado retroactivamente en el texto después del concilio. Algunas estudiosos creen que estos anatemas pertenecen a un sínodo local anterior.
Incluso si el nombre de Orígenes aparecía en el texto original del anatema, las enseñanzas atribuidas a Orígenes que están condenados en el anatema eran en realidad las ideas de origenistas posteriores, que tenían muy poca base en todo lo que el propio Orígenes había escrito realmente. De hecho, los obispos de Roma Vigilio (537–555), Pelagio I (556–561), Pelagio II (579–590) y Gregorio Magno (590–604) solo sabían que el quinto concilio se ocupó específicamente de Los Tres Capítulos y no mencionó al origenismo o al universalismo, ni escribieron como si supieran de su condena, a pesar de que Gregorio Magno se opuso al universalismo.